# حشره‌خوار جهنده صورت‌خاکستری
حشره‌خوار جهنده صورت‌خاکستری (نام علمی: Rhynchocyon udzungwensis) نام یک گونه از سرده حشره‌خوارهای خرطومی است.